# Ferry Aid
Ferry Aid – charytatywna supergrupa, złożona głównie z muzyków brytyjskich, która w dniach 14–16 marca 1987 roku nagrała utwór napisany przez Paula McCartneya, „Let It Be”, dochód ze sprzedaży którego przeznaczony został na rzecz rodzin ofiar tragedii promu Herald linii Free Enterprise, który zatonął 6 marca.
Tego dnia zginęło ponad 200 osób, w tym wielu Brytyjczyków, którym wycieczkę sponsorowała gazeta „The Sun”. Parę dni po tragedii gazeta ta zorganizowała akcję charytatywną, do której dołączyli się muzycy.
Singel z nagraniem, który opublikowano 23 marca 1987 roku, szybko trafił na szczyty list przebojów w całej Europie. Na stronie B singla umieszczono wersję gospel „Let It Be”.

## W nagraniu udział wzięli
- Paul McCartney
- Boy George
- Keren Woodward i Nick Kamen
- Paul King
- Mark King
- Jaki Graham
- Taffy
- Mark Knopfler (solo na gitarze)
- Andy Bell
- Pepsi & Shirlie
- Mel and Kim
- Gary Moore (solo na gitarze)
- Kim Wilde i Nik Kershaw
- Edwin Starr
- Ben Volpeliere-Pierrot (Curiosity Killed the Cat)
- Ruby Turner
- Kate Bush

W chórkach wystąpili m.in.: The Alarm, John Altman, Rick Astley, Bananarama, Bucks Fizz, Errol Brown, The Christians, The Drifters, Go West, Holly Johnson, Cutting Crew, Drum Theatre, Frankie Goes to Hollywood, Gloria Hunniford, Imagination, Ruth Madoc, The New Seekers, Hazel O’Connor, Maxi Priest, Su Pollard, Suzi Quatro, Mandy Smith, Alvin Stardust, Edwin Starr, Steve Strange, Lizzie Tear, Bonnie Tyler.